# Eden Ben Basat
Eden Ben Basat är en fotbollsspelare från Israel. Han spelar för närvarande i Maccabi Tel Aviv.